# Revólver Modelo 1892
El Modelo 1892 (también conocido como "revólver Lebel" y "Saint Etienne 8 mm") es un revólver francés producido por la Manufacture d'armes de Saint-Étienne (MAS) como un reemplazo del MAS 1873. Fue el arma auxiliar estándar de los oficiales del Ejército francés durante la Primera Guerra Mundial.
El Modelo 1892 es un revólver con armazón macizo, cuyo tambor pivota hacia la derecha dentro de un armazón aparte para su recarga. El Modelo 1892 entró en servicio en 1893 y fue principalmente empleado por los oficiales del Ejército francés durante la Primera Guerra Mundial, para después ser empleado por la Policía francesa hasta mediados de la década de 1960.
Un arma corta fiable y con buen acabado, el Modelo 1892 disparaba el cartucho 8 x 27 R Lebel, que tenía un poder de parada equivalente al del 7,65 x 17 Browning. Además tenía un calibre menor al de muchos otros revólveres militares de la época, incluyendo al Webley y al MAS 1873, su predecesor.     

## Historia

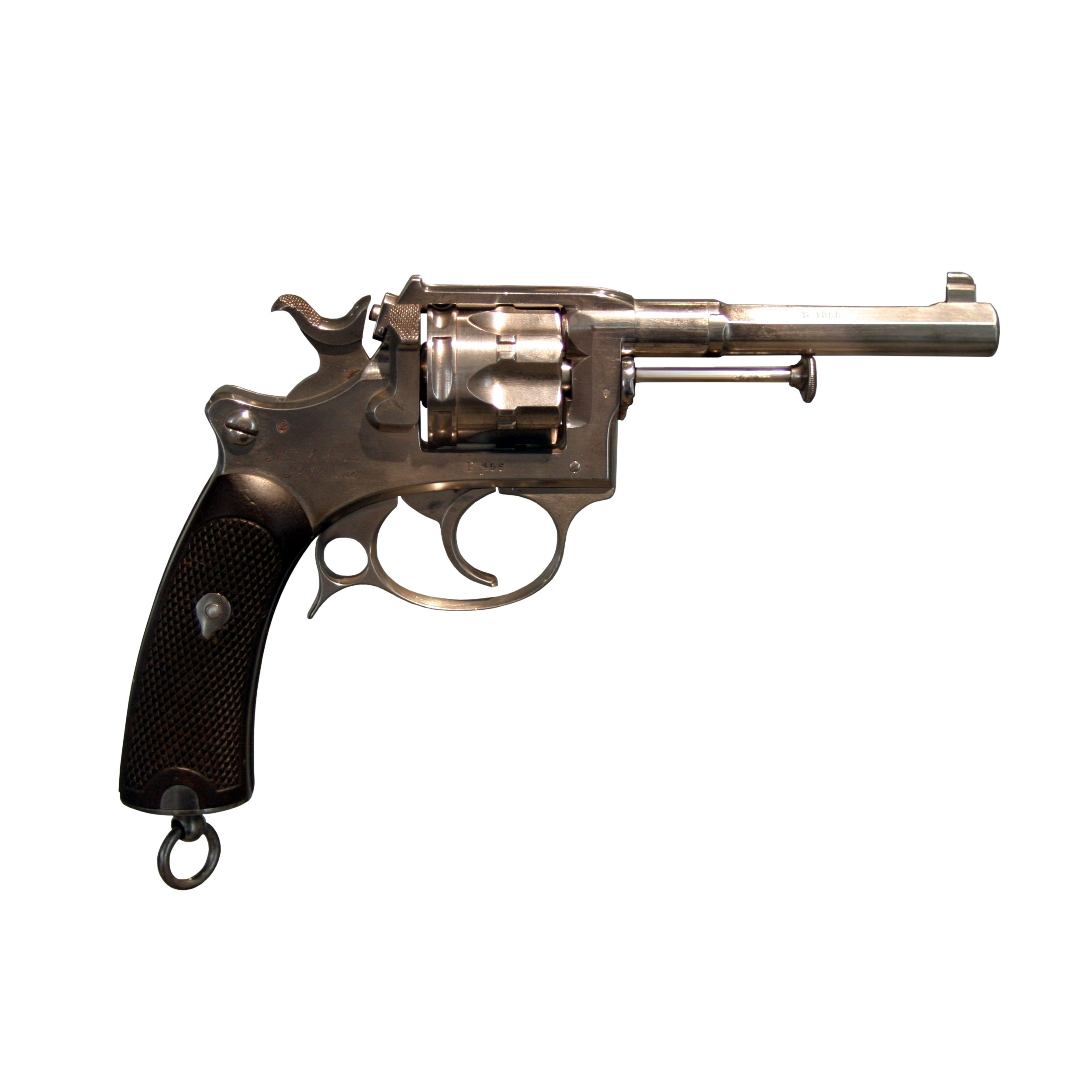
El MAS Modelo 1887, una variante de calibre 8 mm del MAS Modelo 1885, y precursor del MAS Modelo 1892.

Aunque fue originalmente diseñado como arma auxiliar para oficiales, se fabricaron más de 350.000 revólveres Modelo 1892 entre 1892 y 1924. Fue empleado por el Ejército francés, la Armada francesa y la Gendarmería Nacional, entre otros. Con frecuencia es erróneamente llamado "revólver Lebel" por el Coronel Nicolas Lebel, a pesar de que no hay evidencia que este estuvo involucrado en la creación del revólver o su cartucho. Los suboficiales continuaron empleado el viejo revólver MAS 1873, pero también se les suministró con frecuencia pistolas semiautomáticas de calibre 7,65 mm (la Ruby) durante la Primera Guerra Mundial. El Modelo 1892 fue oficialmente reemplazado por pistolas semiautomáticas en 1935, pero muchos de estos revólveres fueron empleados en la Segunda Guerra Mundial y fueron llevados a los Estados Unidos como recuerdos.

## Mecanismo
Originalmente disparaba un cartucho de 8 mm cargado con pólvora negra que se parecía al .32-20 Winchester, mientras que los modelos suministrados durante la Primera Guerra Mundial y el período de entreguerras dispararaban el mismo cartucho de 8 mm, pero cargado con pólvora sin humo. El Modelo 1892 es un revólver de doble acción con armazón macizo, cuyo tambor pivota hacia la derecha para exponer sus recámaras. Los casquillos vacíos pueden eyectarse del tambor al mismo tiempo. Después de recargar, el tambor vuelve al armazón y es asegurado en su lugar por la portilla de recarga situada en el lado derecho del armazón. Además, la cubierta izquierda del armazón puede pivotar hacia atrás gracias a una bisagra para poder acceder a las piezas internas del arma y aceitarlas o limpiarlas. Cada una de estas piezas está numerada para indicar el orden en que deben desmontarse. El año de fabricación de cada revólver está grabado en el lado derecho del cañón, por ejemplo "S 1895". El marcaje "Mle 1892" está grabado a mano en la parte superior del cañón. El Modelo 1892 era llevado dentro de una gran funda de cuero cerrada, que tenía 12 cartuchos adicionales ocultos debajo del resalte de su tapa.

## Legado
El Modelo 1892 es un revólver fiable, preciso y con buen acabado. Puede dispararse en acción simple armando el martillo previamente, o en doble acción al apretar directamente su gatillo. Su desventaja es la relativa debilidad de su cartucho 8 x 27 R Lebel en un arma auxiliar militar. En términos de poder de parada, apenas alcanza el nivel del 7,65 x 17 Browning. 

## Usuarios
- Bélgica[3]
- Checoslovaquia[5]
- Francia[1]
- Mónaco: Compagnie des Carabiniers du Prince[6]
- Segunda República Española[3]
- Suiza[1]